# Al-Muhallab ibn Abī Sufra

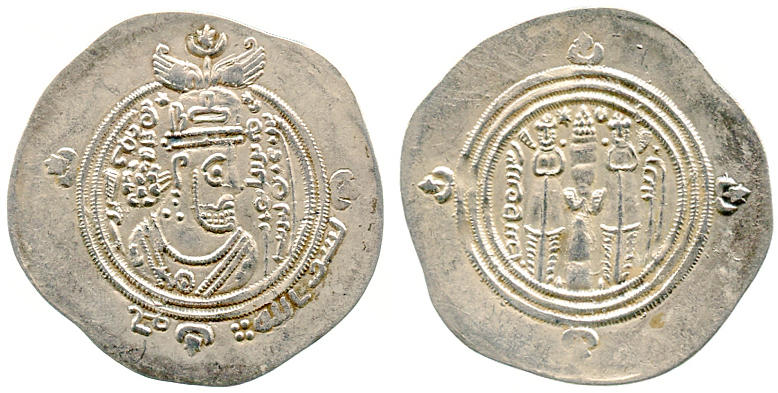
Die ersten arabischen Statthalter in Persien übernahmen das vorhandene sassanidische Münzsystem und prägten Münzen mit bestehenden sassanidischen Motiven. So prägte auch Muhallab im Jahre 696 diese Münze mit dem Porträt des bereits 68 Jahre zuvor verstorbenen sassanidischen Großkönigs Chosrau II.; Muhallabs Insignien befinden sich vor dem Gesicht des Königs. Der Prägeort dieser ca. 4 g schweren und 33 mm großen arabo-sassanidischen Silber-Drachme ist die Stadt Bischapur.

Al-Muhallab ibn Abī Sufra (arabisch أبو سعيد، المهلّب بن أبي صفرة الأزدي, DMG Abū Saʿīd, al-Muhallab b. Abī Ṣufra al-Azdī; auch Abu Said, * ca. 632 in Dibba; † Februar 702 in Chorasan) war ab 686 sowie von 698 bis 702 Statthalter von Chorasan.
Al-Muhallab war ein arabischer Heerführer vom Stamm der Azd. Er spielte eine wichtige Rolle in der islamischen Expansion Richtung Osten sowie im zweiten islamischen Bürgerkrieg. Seine Nachkommen, die Muhallabiden, hatten bis zum Beginn der Abbasidenzeit wichtige staatliche Ämter inne. Al-Muhallab ist Gegenstand zahlreicher Lobpreisungen in der arabischen und persischen Lyrik und wird als Stammvater der Bū-Saʿīd-Dynastie, die seit 1746 in Oman herrscht, gesehen.

## Leben
Al-Muhallab wurde noch zu Lebzeiten des Propheten geboren und erntete seine ersten militärischen Lorbeeren unter dem umayyadischen Kalifen Muʿāwiya I., in dessen Zeit er Feldzüge und Plünderungen im heutigen Afghanistan und Pakistan unternahm. Später leitete er im Auftrag der arabischen Statthalter von Chorasan einen Feldzug gegen Samarkand. 
Bald nach dem Tod des umayyadischen Kalifen Muʿāwiya I. im Jahre 680 wurde die frühislamische Gesellschaft vom zweiten islamischen Bürgerkrieg schwer erschüttert. Es kam zum offenen Bruch zwischen den Umayyaden einerseits und Abdallāh dem Sohn des Prophetengefährten az-Zubair und Husain ibn ʿAlī dem Enkel des Propheten anderseits. Die Ursache des Bruchs lag in der Nominierung Muʿāwiyas Sohn Yazid I. zum Kalifennachfolger. Damit wurde erstmals versuchte eine erbliche Kalifendynastie anstatt der bis dahin durchgeführten Kalifenwahl zu etablieren. Abdallāh und Husain führten nun zusammen die religiös-politisch anti-umayyadische Opposition von Medina und später von Mekka aus. Für sie hatte der Kampf um die Verbreitung des Islam Vorrang. Den Umayyaden warfen sie vor den Islam nur als machtpolitisches Mittel zu verwenden. Nach dem Tod Husains (680) und Yazids (683) rief sich Abdallah in Mekka zum Gegenkalifen aus und wurde von den Muslimen im Mekka, Medina, Irak, Iran, Ägypten und sogar in Teilen Syriens anerkannt.
Nach einer Reihe von Aufständen im Osten musste Abdallah seine Macht konsolidieren. Er entsandte noch im Jahre 686 seinen Bruder Musʿab in den Irak, um Muhallab für sein mekkanisches Kalifat zu gewinnen. Nachdem Musʿab ihm das Amt des Statthalters von Chorasan als Gegengeschäft anbot, gewann Muhallab verlorengegangene Gebiete im Osten für Abdallah zurück. Er befreite die Umgebung von Basra von den Azraqiten und beendete im April 687 die schiitische Herrschaft von al-Muchtār ibn Abī ʿUbaid über Kufa.
Da Muhallab jedoch bald die Sache der Zubairiten als verloren erkannte, schlug er sich wieder auf die umayyadische Seite. Im Jahr 698 wurde er dafür von den Umayyaden erneut zum Statthalter von Chorasan ernannt, wo er im Jahr 702 starb und sein Sohn Yazīd ibn al-Muhallab ihm als Statthalter von Chorasan nachfolgte.

## Verschiedenes
Nach al-Ghazālī, dem großen persischen islamischen Theologen, Philosophen und Mystiker des 11. Jahrhunderts, wurde der persische Mandelpudding Muhallabia bereits zu seinen Lebzeiten von seinem persischen Leibkoch nach Muhallab benannt. 
In Maskat, der Hauptstadt des Oman, wurde die Al Muhallab Ibn Abi Suffrah Mosque, eine moderne Moschee, nach Muhallab benannt.